# Smogorówka Dolistowska
Smogorówka Dolistowska – wieś w Polsce położona w województwie podlaskim, w powiecie monieckim, w gminie Goniądz.
W latach 1975–1998 miejscowość administracyjnie należała do województwa łomżyńskiego.
Wierni kościoła rzymskokatolickiego należą do parafii św. Wawrzyńca w Dolistowie.